# Presidenza del Consiglio dei ministri
La Presidenza del Consiglio dei ministri è la struttura di cui si avvale il presidente del Consiglio dei ministri della Repubblica Italiana per l'esercizio delle autonome funzioni di impulso, di indirizzo e di coordinamento attribuitegli, distinte da quelle proprie del governo nel suo complesso. Essa si articola in dipartimenti e in uffici di diretta collaborazione.

## Storia
L'istituzione della Presidenza del Consiglio dei ministri è piuttosto recente ed è fortemente connessa con l'acquisizione di maggiore autonomia da parte del presidente del Consiglio. Per lungo tempo il presidente non aveva una propria visibilità che non fosse quella del governo o del singolo ministero che eventualmente ricopriva. Si pensi che sino al 1960 la stessa sede della Presidenza del Consiglio era presso il Palazzo del Viminale, sede del Ministero dell'interno.
Per tutto il periodo del Regno d'Italia, il presidente del Consiglio utilizzava il Ministero dell'interno come braccio operativo e struttura di sostegno, e spesso rivestiva anche tale incarico: la stessa carta intestata era quella del predetto ministero. Durante il fascismo, Mussolini utilizzava quale sede di rappresentanza Palazzo Venezia, sede comunque non strutturata per l'esercizio della funzione di governo.
Tuttavia, fu durante il governo Mussolini che si ebbe la prima regolamentazione dell'attività di governo con il Regio Decreto-legge 10 luglio 1924, n. 1100, relativo al Gabinetto della Presidenza del Consiglio dei ministri. Con l'avvento della Repubblica tale sede non venne utilizzata, ma si preferì nuovamente la sede del Viminale. Nel 1961 Palazzo Chigi venne adibito a sede del governo, e il Ministero degli affari esteri, che sino ad allora era ospitato lì, venne trasferito nella sua attuale sede della Farnesina. Da allora la Presidenza del Consiglio inizia ad assumere una configurazione propria, anche se non in maniera organica, mancando una legge che riordinasse l'intera materia. Nel 1988 con il governo De Mita venne approvata la legge n. 400, che disciplinò la PCM. Nel 1999, sotto il governo D'Alema I, venne prevista la riorganizzazione della Presidenza attraverso il D. Lgs. 30 luglio 1999, n. 303, nell'ambito della riforma Bassanini.

## Disciplina

Logo del Governo italiano

In attuazione dell'art. 95, comma 3 Cost., l'ordinamento della Presidenza del Consiglio dei ministri è previsto dalla legge 23 agosto 1988 n. 400 variamente modificata, recante "Disciplina dell'attività di Governo e ordinamento della Presidenza del Consiglio dei ministri", nonché il D. Lgs. 30 luglio 1999, n. 303, recante "Ordinamento della Presidenza del Consiglio dei ministri", relativo al razionalizzazione della PCM a norma dell'articolo 11 della legge 15 marzo 1997, n. 59, per via della riforma Bassanini, speculare al D. Lgs. n. 300/1999, sulla riforma del ministeri. La PCM è stata poi modificata dai vari decreti del presidente del Consiglio dei ministri, che hanno dettato la relativa organizzazione, in primis il DPCM 23 luglio 2002, recante l'"Ordinamento delle strutture generali della Presidenza del Consiglio dei ministri", modificato da ultimo dal DPCM 1º ottobre 2008, nonché da varie disposizioni di legge che hanno negli anni spostato o modificato alcune competenze. Attualmente è in vigore il DPCM 1º marzo 2011.

## Organizzazione

Stendardo del presidente del Consiglio dei ministri della Repubblica Italiana

La struttura della Presidenza del Consiglio, come previsto dal DPCM del 1º marzo 2011, modificato dal DPCM del 21 giugno 2012, è organizzata in uffici di diretta collaborazione del presidente, strutture generali (dipartimenti e uffici) di cui il presidente si avvale per le funzioni di indirizzo e coordinamento relative a specifiche aree politico-istituzionali e strutture generali di supporto al presidente per l'esercizio delle funzioni di coordinamento e indirizzo politico generale, nonché per il supporto tecnico-gestionale.

### Uffici di diretta collaborazione del Presidente
Sono uffici di staff del Presidente del Consiglio:
- l'Ufficio del Presidente, comprensivo della segreteria particolare
- l'Ufficio stampa e relazioni con i media
- l'Ufficio del consigliere diplomatico
- l'Ufficio del consigliere militare. Nell'ambito di quest'ultimo ufficio opera il Servizio per il coordinamento della produzione dei materiali d'armamento (UCPMA), prevista dall'art. 8 della legge 185/90, recante Nuove norme sul controllo dell'esportazione, importazione e transito dei materiali di armamento.

### Segretario generale
È il dirigente che assicura il supporto all'espletamento dei compiti del presidente del Consiglio: sovrintende all'organizzazione ed alla gestione amministrativa del Segretariato generale. Inoltre è responsabile dell'approvvigionamento delle risorse umane della Presidenza del Consiglio. Viene nominato tra i magistrati delle giurisdizioni superiori, gli avvocati dello Stato, i dirigenti generali dello Stato ed equiparati, i professori universitari di ruolo.

### Dipartimenti e uffici autonomi
Sono uffici e dipartimenti della Presidenza del Consiglio, di cui il presidente si avvale per le funzioni di indirizzo e coordinamento relative a specifiche aree politico-istituzionali, sottoposti al Segretario generale della PCM ma che più spesso sono affidati alla responsabilità di un Sottosegretario di Stato alla Presidenza del Consiglio dei ministri o di un ministro senza portafoglio:

#### Dipartimenti e Uffici di cui il Presidente si avvale per le funzioni di indirizzo e coordinamento relative a specifiche aree politico-istituzionali
- Dipartimento per gli affari regionali e le autonomie
- Dipartimento "Casa Italia"
- Dipartimento della funzione pubblica
- Dipartimento per le politiche giovanili e il servizio civile universale
- Dipartimento per le pari opportunità
- Dipartimento per le politiche antidroga
- Dipartimento per le politiche di coesione
- Dipartimento per le politiche europee
- Dipartimento per le politiche della famiglia
- Dipartimento per la programmazione e il coordinamento della politica economica
- Dipartimento della protezione civile
- Dipartimento per i rapporti con il Parlamento
- Dipartimento per le riforme istituzionali
- Dipartimento per la trasformazione digitale
- Dipartimento per lo sport
- Dipartimento per le disabilità
- Dipartimento per le politiche spaziali e aerospaziali
- Dipartimento per il programma di governo
- Dipartimento per le politiche del mare
- Ufficio di segreteria della Conferenza Stato-città ed autonomie locali

### Dipartimenti e Uffici di supporto al Presidente per l'esercizio delle funzioni di coordinamento e indirizzo politico generale, nonché per il supporto tecnico-gestionale
Ci sono inoltre uffici e dipartimenti della Presidenza del Consiglio, di supporto al presidente per l'esercizio delle funzioni di coordinamento e indirizzo politico generale, nonché per il supporto tecnico-gestionale, sottoposti di norma al segretario generale della PCM ma che possono essere affidati alla responsabilità di un Sottosegretario di Stato:
Dipartimenti
- Dipartimento per gli affari giuridici e legislativi
- Dipartimento per il coordinamento amministrativo
- Dipartimento per l'informazione e l'editoria
- Dipartimento per il personale
- Dipartimento per i servizi strumentali

Uffici
- Ufficio del controllo interno, la trasparenza e l'integrità
- Ufficio del Segretario generale
- Ufficio di segreteria del Consiglio dei Ministri
- Ufficio del bilancio e per il riscontro di regolarità amministrativo-contabile
- Ufficio del cerimoniale di Stato e per le onorificenze

### Strutture di missione
Sono unità legate al raggiungimento di determinati obiettivi, ad esempio:
- Struttura di Missione per la valorizzazione degli anniversari nazionali e della dimensione partecipativa delle nuove generazioni
- Unità per la semplificazione e la qualità della regolazione
- Struttura di Missione Segreteria Tecnica del PNRR

### Sicurezza nazionale
Presso la PCM è allocato il Dipartimento delle informazioni per la sicurezza, che ha particolare collocazione e rilievo essendo posto a supervisione del Sistema di informazione per la sicurezza della Repubblica, ossia dei servizi segreti dello Stato, che dipende direttamente dal presidente del Consiglio. Questi può delegare le funzioni che non gli sono attribuite in via esclusiva ad apposita autorità, esclusivamente un ministro senza portafoglio o un sottosegretario di Stato alla presidenza, denominata Autorità delegata per la sicurezza della Repubblica.

### Altre strutture
Inoltre, la Presidenza del Consiglio si occupa del personale delle magistrature amministrative (TAR e Consiglio di Stato), di quelle contabili (Corte dei Conti e relative Sezioni Regionali), di quella tributaria (Commissioni tributarie provinciali e regionali) e dell'Avvocatura dello Stato (Avvocatura Generale e quella Distrettuale). In particolare si occupa delle attività di competenza della PCM inerenti alla gestione amministrativa del personale, compresi concorsi e assunzioni, delle seguenti magistrature: Consiglio di Stato e Tribunali amministrativi regionali, Corte dei conti, e Commissioni tributarie. Si occupa altresì delle assunzioni di personale dell'Avvocatura dello Stato. Restano ferme le competenze degli organi di autogoverno delle rispettive magistrature.

### Comitati e Commissioni
Esistono, inoltre, delle commissioni o comitati che hanno sede presso la Presidenza, e che operano a vario titolo. Essi sono:
- Comitato nazionale per la bioetica
- Comitato nazionale per la biosicurezza, le biotecnologie e le scienze della vita
- Comitato tecnico-scientifico per il controllo strategico nelle amministrazioni dello Stato
- Commissioni in materia di libertà religiosa e di rapporti con le confessioni religiose
- Commissione per l'accesso ai documenti amministrativi
- Commissione per le adozioni internazionali
- Commissione per le pari opportunità tra uomini e donne
- Comitato interministeriale per la sicurezza della Repubblica - CISR
- Comitato interministeriale per la cybersicurezza - CIC
- Comitato interministeriale per la programmazione economica e lo sviluppo sostenibile - CIPESS
- Comitato interministeriale per la revisione della spesa pubblica
- Comitato interministeriale per la transizione digitale - CITD
- Comitato interministeriale per le politiche relative allo spazio e alla ricerca aerospaziale
- Comitato interministeriale per il Made in Italy nel mondo - CIMIM
- Comitato di indirizzo per la meteorologia e la climatologia

### Commissari straordinari del Governo
Per la realizzazione di obiettivi specifici e per esigenze temporanee è prevista la nomina di commissari straordinari del Governo.
Al 5 settembre 2022, risultano 85 commissari straordinari nominati per varie esigenze.

## Enti vigilati
Vi sono, infine, una serie di enti sottoposti alla vigilanza della PCM. Essi sono:
- la Scuola superiore della pubblica amministrazione (SSPA), dotata di autonomia organizzativa e contabile nei limiti delle proprie risorse economico-finanziarie, ai sensi del D.lgs. 29 dicembre 2003, n. 381, è un'istituzione pubblica nata nel 1957, col compito di provvedere alla formazione di funzionari e dirigenti dello Stato, o di altri enti, nonché attività di ricerca e consulenza, partecipando inoltre a vari organismi internazionali nel settore della formazione pubblica.
- l'Agenzia per l'Italia digitale (AGID), che opera presso la Presidenza del Consiglio dei Ministri per l'attuazione delle politiche formulate dal ministro per l'innovazione tecnologica e la transizione digitale, al fine di contribuire alla dare il supporto tecnologico per i progetti di ITC (Information and Communication Technology) della Pubblica Amministrazione.
- l'Agenzia nazionale per la sicurezza del volo (ANSV), che opera sotto la vigilanza della Presidenza del Consiglio e cura le inchieste tecniche sugli incidenti e inconvenienti in materia aeronautica, da non confondere con l'ENAC, Ente Nazionale per l'Aviazione Civile che è sorvegliato dal Ministero delle infrastrutture e dei trasporti ed è competente dell'amministrazione dell'Aviazione civile italiana, le cui attribuzioni vengono assunte progressivamente dall'EASA, European Aviation Safety Agency.
- l'Agenzia Spaziale Italiana (ASI), ente che opera sotto la vigilanza del Presidente del Consiglio che esercita poteri di indirizzo, coordinamento, programmazione e vigilanza; il Ministero dell’Università e della ricerca esercita poteri di indirizzo strategico limitatamente all’attività di ricerca scientifica svolta dall’A.S.I.
- il Comitato olimpico nazionale italiano (CONI), ente di diritto pubblico cui è demandata l'organizzazione e il potenziamento dello sport nazionale, promuovere la massima diffusione della pratica sportiva, è disciplinato dal decreto legislativo 23 luglio 1999, n. 242 e successive integrazioni e modificazioni.

## Riferimenti normativi
- Decreto del Presidente del Consiglio dei ministri 2 agosto 2021 - Modifica al decreto del Presidente del Consiglio dei ministri 1º ottobre 2012, recante: «Ordinamento delle strutture generali della Presidenza del Consiglio dei ministri».
- Decreto del Presidente del Consiglio dei ministri 1 ottobre 2012 - Ordinamento delle strutture generali della Presidenza del Consiglio dei Ministri.